# Tapayoltepec
Tapayoltepec är en ort i Mexiko.   Den ligger i kommunen Malinaltepec och delstaten Guerrero, i den sydöstra delen av landet, 250 km söder om huvudstaden Mexico City. Tapayoltepec ligger 1 957 meter över havet och antalet invånare är 510.
Terrängen runt Tapayoltepec är huvudsakligen kuperad, men söderut är den bergig. Runt Tapayoltepec är det ganska glesbefolkat, med 23 invånare per kvadratkilometer. Närmaste större samhälle är Malinaltepec, 7,4 km nordost om Tapayoltepec. I omgivningarna runt Tapayoltepec växer i huvudsak städsegrön lövskog.